# Sine Missione (album)
Sine Missione is een muziekalbum van de Nederlandse pagan-folkband Omnia, dat in 2000 uitkwam.
Het bevat veel invloeden uit de Gallo-Romaanse muziek. Van dit album zijn slechts honderd exemplaren, met een zelfgeschreven boekje, gemaakt.

## Nummers
1. Sacrificium
2. Flora
3. Telethusa
4. Nox
5. Morrigan
6. Odi et Amo
7. Tartarus
8. Morpheus
9. Lesbia
10. Mars
11. Cernunnos
12. Iuno
13. Gaudia
14. Isis
15. Priapus
16. Rufa solo